# Is it true?
«Is it true?» es la canción con la que la islandesa Yohanna representó a su país en el Festival de la Canción de Eurovisión 2009 en Moscú, Rusia. Se alzó con la segunda posición por detrás del cantante noruego Alexander Rybak, que se proclamó ganador con 387 puntos, 169 más que la canción "Is It True?". La canción fue compuesta por Óskar Páll Sveinsson y ha sido traducida a diversos idiomas, entre ellos: francés, ruso, alemán y español -con el título "Si te vas"-
La canción compitió en la primera semifinal del 12 de mayo donde consiguió el primer lugar con 174 puntos, dos más que la artista turco-belga Hadise, accediendo a la final cuatro días más tarde. Sin embargo, esta primera posición en la semifinal no le valió para hacerse con la victoria final contra el gran favorito y máximo rival, Alexander Rybak. Yohanna obtuvo 218 puntos en la final, convirtiéndose en el tema más puntuado de la historia de la participación islandesa, superando a Selma Björnsdóttir que también ocupó la segunda posición en 1999.

## Sencillos
La canción llegó al primer lugar de la lista islandesa de ventas. En otros países obtuvo otros resultados.
| Año  | Sencillo      | Posición           | Posición             | Posición             | Posición          | Posición           | Posición            | Posición           | Posición         | Posición         | Posición          | Posición                | Posición            |
| Año  | Sencillo      | Bandera de Bélgica | Bandera de Dinamarca | Bandera de Finlandia | Bandera de Grecia | Bandera de Irlanda | Bandera de Islandia | Bandera de Noruega | Bandera de Rusia | Bandera de Suiza | Bandera de Suecia | Bandera del Reino Unido | Bandera de Alemania |
| ---- | ------------- | ------------------ | -------------------- | -------------------- | ----------------- | ------------------ | ------------------- | ------------------ | ---------------- | ---------------- | ----------------- | ----------------------- | ------------------- |
| 2009 | «Is It True?» | 36                 | 21                   | 4                    | 5                 | 28                 | 1                   | 3                  | 211              | 9                | 3                 | 49                      | 22                  |